# 순교

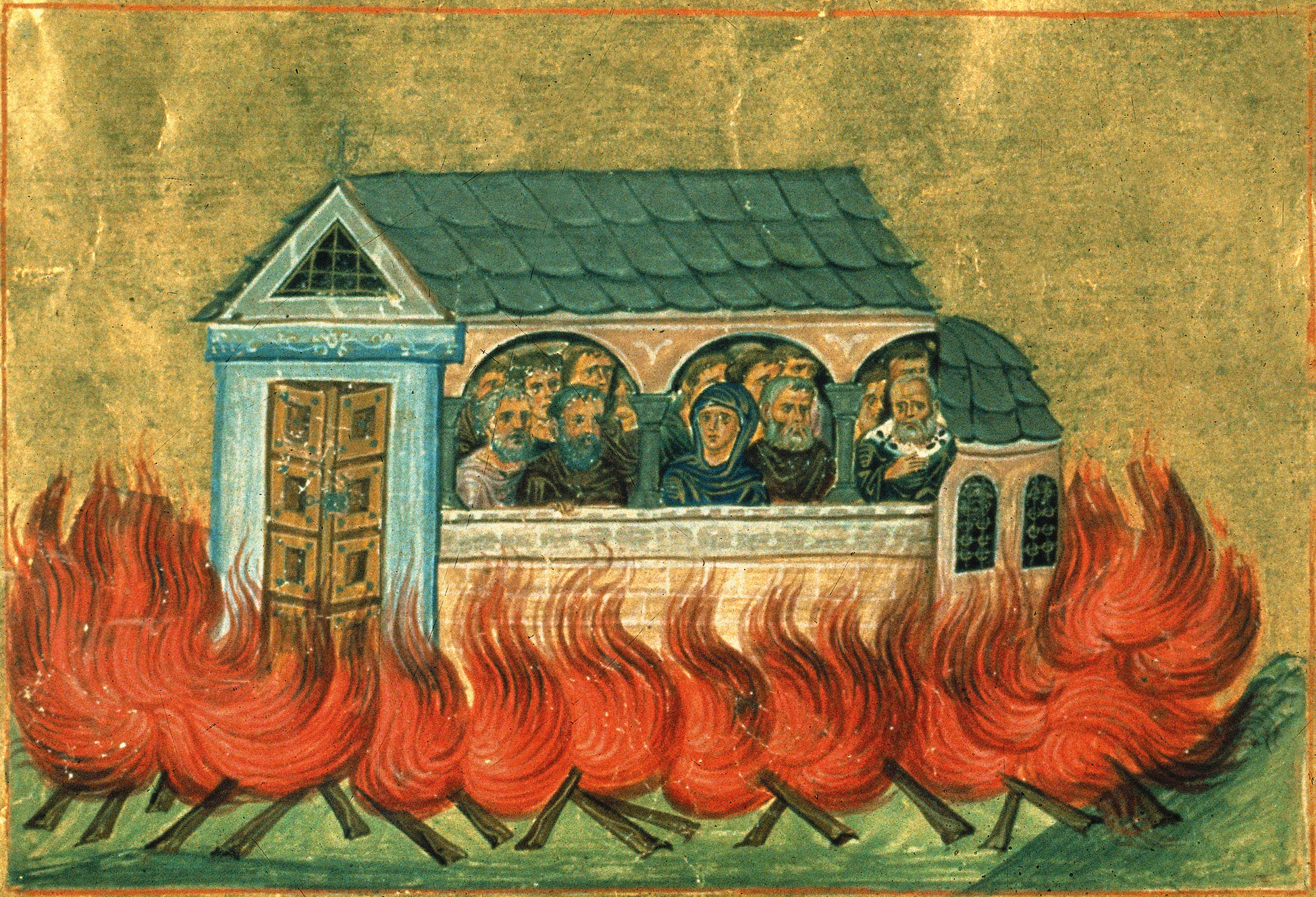
바실리우스 2세의 메놀로기온의 세밀화는 니코메디아의 2만 순교자들을 묘사하며, 이들은 서기 302년 성탄절에 로마 병사들이 그들의 교회를 불태워 순교했다.

순교(殉敎)는 어느 종교에서 자신이 믿는 신앙을 지키기 위해서 죽음을 선택하는 것을 말하며, 순교한 사람을 순교자(殉敎者)라 한다. 순교자는 외부의 요구에 따라 종교적 신념이나 다른 대의를 옹호하거나, 포기하거나, 옹호하거나 포기하기를 거부하다가 박해와 죽음을 겪는 사람을 말한다. 구어적 사용에서 이 용어는 어떤 대의에 항의하거나 지지하다가 중대한 결과를 겪는 사람을 지칭하기도 한다.
기억하는 공동체의 순교 서사에서, 제시된 요구에 대한 이러한 거부는 압제자에 의한 개인의 처벌이나 처형으로 이어진다. 따라서 '순교자'의 지위는 사망자가 자신을 어떻게 기억할지에 대해 미리 통제하려는 시도와 무관하게, 살아있는 자들에 의해 순교 개념에 합당하다고 여겨지는 사람들에 대한 보상으로서 사후 칭호로 간주될 수 있다. 순교자는 집단 기억에 의해 생성되는 사회의 경계 작업의 관계적 인물이다. 원래는 종교적 신념 때문에 고통받는 사람들에게만 적용되었지만, 이 용어는 정치적 대의 때문에 살해된 사람들과 관련하여 사용되게 되었다.
대부분의 순교자들은 추종자들에게 거룩하거나 존경받는 인물로 여겨지며, 어려운 상황 속에서 뛰어난 리더십과 영웅주의의 상징이 된다. 순교자들은 종교에서 중요한 역할을 한다. 마찬가지로 순교자들은 소크라테스와 같은 정치적, 문화적 인물들을 포함하여 세속적인 삶에서도 주목할 만한 영향을 미쳤다.

## 의미

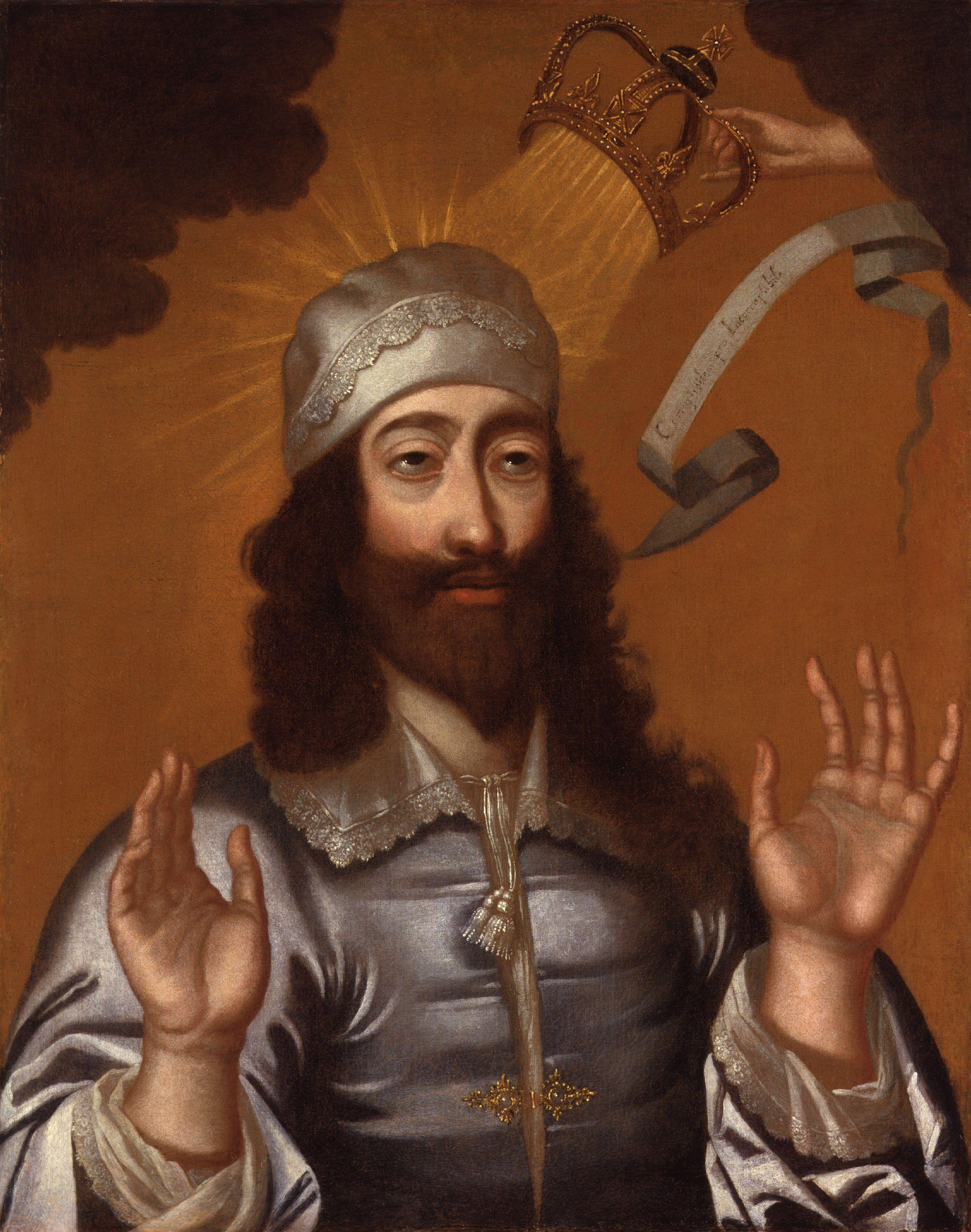
카를레스 1세는 많은 잉글랜드 국교회 신자들에게 순교자로 여겨지는데, 이는 그가 잉글랜드 국교회의 역사적 주교직을 포기하면 목숨을 구할 수 있었다는 제안을 거절했기 때문이라고 한다. 그는 잉글랜드 국교회가 진정으로 "가톨릭"이며 가톨릭 주교직을 유지해야 한다고 믿었기 때문에 거절했다고 한다.

원래 의미에서 순교자라는 단어는 증인을 의미하며, 신약성경에서뿐만 아니라 세속적인 영역에서도 사용되었다. 증언하는 과정이 증인의 죽음으로 이어지지는 않았지만, 고대 작가들(예: 플라비우스 요세푸스)과 신약성경에서 증인들이 종종 그들의 증언 때문에 죽었다는 것을 알 수 있다.
초기 기독교 시대에 이 용어는 종교적 신념을 위해 증언하도록 부름받고, 이 증언 때문에 고통이나 죽음을 견디는 신자들에게 확장된 의미를 획득했다. 이 용어는 후자의 의미로 영어에 외래어로 유입되었다. 순교자의 죽음이나 그에 부여된 가치를 순교라고 부른다.
이 용어를 새로운 의미로 처음 사용하기 시작한 초기 기독교인들은 예수를 그의 십자가형 때문에 최초이자 가장 위대한 순교자로 보았다. 초기 기독교인들은 예수를 원형적인 순교자로 본 것으로 보인다.
순교자라는 단어는 영어에서 다양한 사람들을 묘사하는 데 사용된다. 그러나 다음 표는 전형적인 순교에 나타나는 일반적인 특징들을 일반적인 개요로 제시한다.
| 1. | 영웅             | 칭찬받을 만하다고 여겨지는 대의에 헌신하는 어느 정도 명성을 가진 사람.                                                            |
| 2. | 반대             | 그 대의에 반대하는 사람들. |
| 3. | 예상 가능한 위험 | 영웅은 대의에 대한 헌신 때문에 반대자들이 자신에게 해를 가할 행동을 예상한다.                                                     |
| 4. | 용기와 헌신      | 영웅은 위험을 알면서도 대의에 대한 헌신으로 계속 나아간다.                                                                        |
| 5. | 죽음             | 반대자들은 대의에 대한 영웅의 헌신 때문에 그를 죽인다.                                                                            |
| 6. | 대중의 반응      | 영웅의 죽음이 기념된다. 사람들은 영웅을 명시적으로 순교자로 부를 수 있다. 다른 사람들은 그 대의를 추구하도록 영감을 받을 수 있다. |

## 중동의 순교
현대 중동 문화에서 '순교자'를 뜻하는 용어(아랍어 샤히드)는 영어 '순교자'보다 더 많은 용례를 가지고 있다.
이 용어는 종교 때문에 살해된 사람에게는 좁게 사용될 수 있지만, 일반적으로 폭력적인 죽음을 맞이한 사람을 의미하는 데 더 많이 사용된다. 따라서 이것은 일반적으로 '희생자'를 의미할 수 있다고 주장될 수 있다.
자신의 정체성 때문에, 지진과 같은 자연재해 때문에, 또는 구호나 보건 활동을 수행하는 동안 살해된 사람은 순교자이다. 예를 들어, 이브라힘 빌겐은 2010년 가자 플로틸라 습격에서 이스라엘에 의해 살해되었다. 그는 인도주의 활동가로 사망했기 때문에 알자지라에 의해 순교자로 불린다.
순교는 민족주의와도 관련이 있는데, 순교자는 국가 투쟁의 맥락에서 사망한 사람일 수 있기 때문이다. 예를 들어, 베이루트의 순교자 광장은 오스만 제국에 의해 처형된 레바논 민족주의자들을 기리는 공공 광장이다.
팔레스타인에서 '순교자'라는 단어는 종교와 상관없이 이스라엘군에 의해 살해된 사람을 의미하는 데 전통적으로 사용된다. 예를 들어, 셰린 아부 아클레는 이스라엘군에 의해 살해된 팔레스타인 기독교인 언론인이며, 아랍어권 언론은 그녀를 '순교자'라고 부른다. 이는 모든 팔레스타인의 죽음이 이스라엘 점령에 대한 저항의 일부라는 공동체적 믿음을 반영한다. 이스라엘 공습으로 사망한 언론인 와엘 알-다흐두흐의 자녀들과 같은 아이들도 순교자로 불린다.
순교라는 표식은 특정 서사 내에서 죽은 자들을 기념하는 형태로 사용되는데, 예를 들어 2020년 베이루트 폭발 사고의 희생자들이 정부에 대한 항의의 형태로 '부패의 순교자'라고 불렸던 것과 같다.
'순교자'의 광범위한 사용은 아랍어에만 국한되지 않는다. 아르메니아인 집단학살의 희생자들에게도 이 용어가 사용되며, 그들은 성스러운 순교자로 불린다. 4월 24일은 아르메니아인 집단학살 추모일이며, "아르메니아 순교자의 날"이라고도 불린다.

## 종교적 의미

### 동양 종교

#### 중국 문화
현대 중국에서 순교는 중국동맹회와 중국국민당에 의해 광범위하게 장려되었다. 신해혁명과 중화민국 (1912년~1949년) 시대 내내 청나라에 맞서 싸우다 죽은 혁명가들은 순교자로 인정받았다.

#### 힌두교
스티븐 내프에 따르면, 사나타나 다르마 내의 아힘사(비폭력) 장려에도 불구하고 순교라는 개념은 없지만, 모든 다른 수단이 실패한 후 최후의 수단으로 폭력이 사용되는 올바른 의무(다르마)에 대한 믿음이 있다. 이에 대한 예는 마하바라타에서 찾을 수 있다. 추방을 마친 판다바는 사촌 두료다나에게 왕국 지분을 돌려받는 것을 거부당했고, 그 후 크리슈나, 비두라, 산자야의 모든 평화 회담이 실패했다. 전쟁이 시작되었을 때, 아르주나조차 집착, 슬픔, 두려움과 같은 의심에 사로잡혔다. 이때 크리슈나가 바가바드 기타에서 아르주나에게 의로운 전사로서의 의무를 다하고 싸우라고 지시한다.

#### 시크교

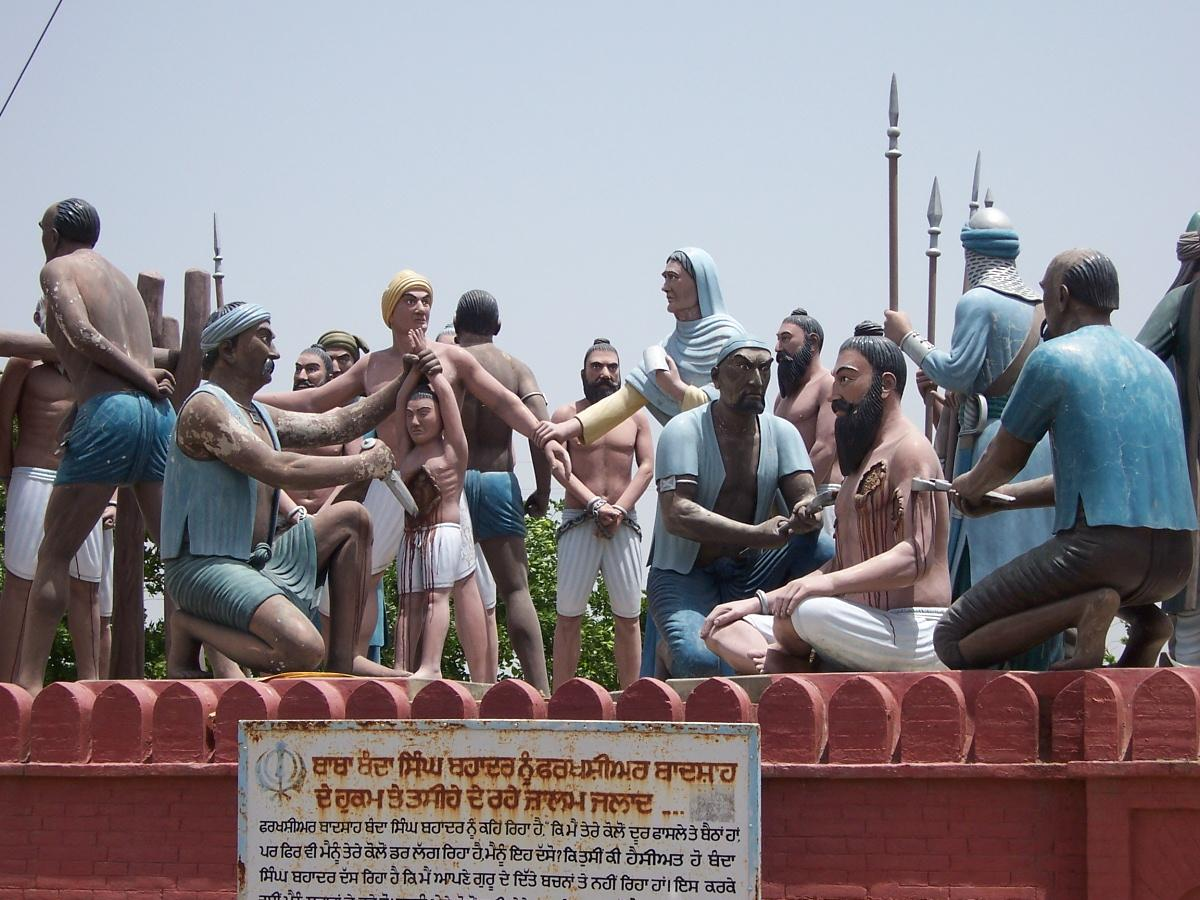
메디아나 사히브에 있는 반다 싱 바하두르가 1716년 무굴 제국에 의해 처형되는 조각상.

순교(펀자브어로 샤하다트)는 시크교의 근본 개념이며 신앙의 중요한 제도를 나타낸다. 시크교는 이바아닷 세 샤하다트(사랑에서 순교로)를 믿는다. 몇몇 유명한 시크 순교자는 다음과 같다:
- 구루 아르잔 데브, 시크교의 다섯 번째 지도자. 구루 지는 거의 5일 동안 잔혹하게 고문당한 후 샤헤디, 즉 순교를 이뤘다.
- 구루 테그 바하두르, 시크교의 아홉 번째 구루, 1675년 11월 11일 순교. 그는 또한 다르암 디 차다르(즉, "종교의 방패")로 알려져 있으며, 이는 힌두교를 구하기 위해 구루가 목숨을 바쳤다는 것을 암시한다.
- 바이 다얄라는 1675년 11월 델리 찬드니 초크에서 이슬람을 거부하다 순교한 시크교도 중 한 명이다.
- 바이 마티 다스는 일부 사람들에게 시크 역사상 가장 위대한 순교자 중 한 명으로 여겨지며, 1675년 11월 델리 찬드니 초크에서 힌두 브라만들을 구하기 위해 순교했다.
- 바이 사티 다스 또한 일부 사람들에게 시크 역사상 가장 위대한 순교자 중 한 명으로 여겨지며, 1675년 11월 델리 찬드니 초크에서 카슈미르 판디트들을 구하기 위해 구루 테그 바하두르와 함께 순교했다.
- 사히브자다 아지트 싱, 사히브자다 주즈하르 싱, 사히브자다 조라와르 싱, 사히브자다 파테 싱 – 시크교의 10대 구루인 구루 고빈드 싱의 네 아들.
- 바이 마니 싱, 20명 이상의 순교자가 있는 가족 출신

### 아브라함 종교

#### 유대교

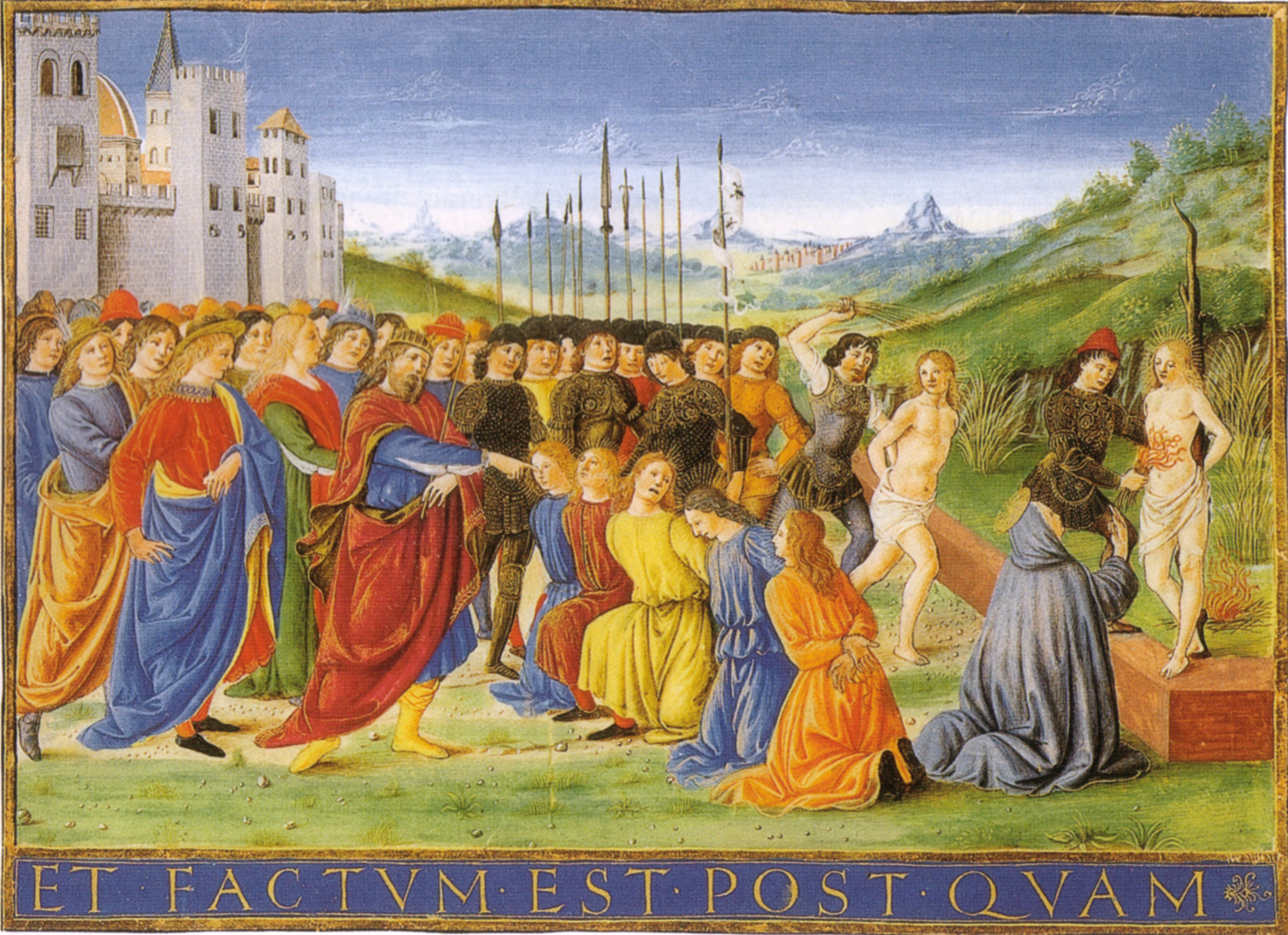
일곱 히브리 형제의 순교, 아타반테 델리 아타반티, 바티칸 도서관.

유대교의 순교는 "하느님의 이름의 성화", 즉 유대적 관습에 대한 공개적인 헌신을 통해 "하느님의 이름의 성화"를 의미하는 키두쉬 하솀의 주요 사례 중 하나이다. 종교적 순교는 헬레니즘 유대교가 서구 문명에 기여한 더 중요한 기여 중 하나로 간주된다. 마카베오상과 마카베오하는 유대인들이 헬레니즘화(헬레니즘 문명의 그리스어 사상이나 풍습 채택)에 저항하며 셀레우코스 지배자들로부터 겪은 수많은 순교를 기록하고 있는데, 이는 안식일을 지키거나, 남자아이에게 할례를 행하거나, 돼지고기나 이방 신에게 바쳐진 고기를 먹기를 거부하는 등의 죄로 처형당한 사례들이다. 그러나 유대교와 기독교 전통에서 순교의 개념은 상당히 다르다.

#### 기독교

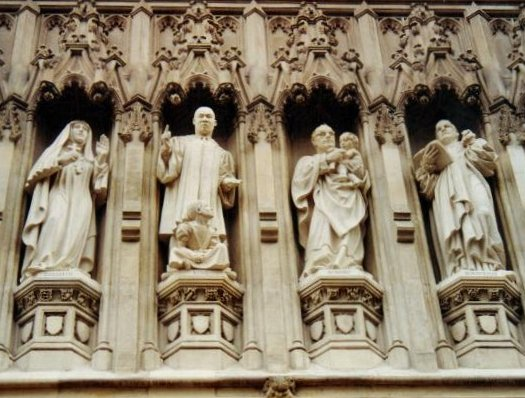
웨스트민스터 사원의 20세기 순교자 갤러리 – 왼쪽부터 러시아의 엘리자베타 수녀, 마틴 루터 킹 주니어 목사, 오스카르 아르눌포 로메로 대주교, 디트리히 본회퍼 목사.

기독교에서 순교자는 신약성경의 원래 그리스어 용어 마르티스(martys)의 의미에 따라, 보통 서면 또는 구두로 증언하는 사람이다. 특히, 그 증언은 기독교 복음이거나 더 일반적으로 하느님의 말씀이다. 죽음이 뒤따르든 아니든 기독교 증인은 성경적 증인이다.

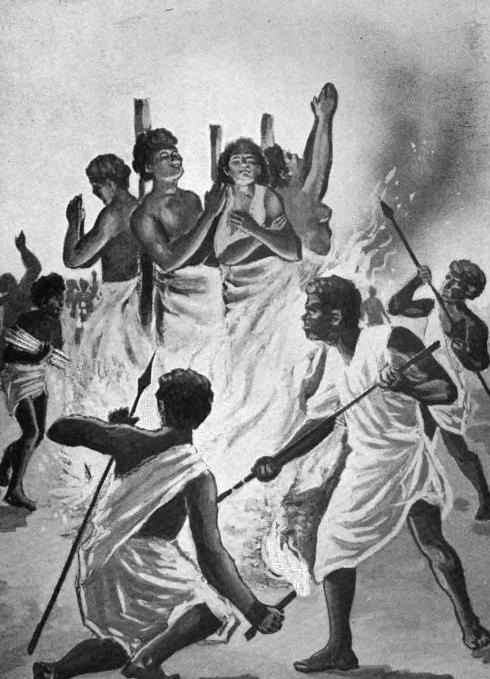
라나발로나 1세의 명령으로 마다가스카르에서 화형당한 기독교 순교자들을 묘사한 삽화.

예수를 순교자로 보는 개념은 최근 더 큰 주목을 받았다. 복음서의 수난 이야기에 대한 분석은 많은 학자들이 이를 장르와 스타일에 있어 순교자 기록으로 결론짓게 했다. 여러 학자들은 또한 사도 바울로가 예수의 죽음을 순교로 이해했다고 결론지었다. 이러한 결론에 비추어, 일부는 초기 기독교인들이 1세기부터 3세기까지 예수의 십자가형을 순교로 해석했을 것이라고 주장했다.
교회사의 맥락에서, 율리우스-클라우디우스 왕조 치하 로마 제국의 기독교인 박해 시대부터 순교자는 임박한 죽음이 거의 확실히 초래될 것을 알면서도(고의적으로 죽음을 추구하지는 않더라도) 신앙을 유지하다가 살해당한 사람으로 발전했다. 이 순교자의 정의는 특별히 기독교 신앙에만 국한되지 않는다. 기독교는 아벨 (성경 인물)과 마카베오와 같은 구약 유대교 인물들을 성인으로 인정하며, 신약성경은 예수의 사촌이자 선지자이자 선구자인 세례자 요한의 투옥과 참수를 언급한다. 오순절에 기독교 신앙이 확립된 후, 자신의 증언 때문에 살해당한 최초의 기독교 증인은 스데파노(그의 이름은 "왕관"을 의미한다)였으며, 순교를 당한 사람들은 "왕관을 썼다"고 말한다. 콘스탄티누스 황제 시대부터 기독교는 비범죄화되었고, 그 후 테오도시우스 1세 치하에서는 국교가 되어 박해가 크게 줄어들었다(니케아 비정통 기독교인에게는 아니었지만). 일부 사람들은 어떻게 하면 그리스도를 가장 밀접하게 따를 수 있을지 궁금해했고, 그 결과 은둔 생활, 포기, 자기 고행, 세상으로부터의 분리를 특징으로 하는 사막 영성이 발전했으며, 고대 후기의 여러 사막 수도사와 기독교 금욕주의자들(예: 은둔자 바오로와 대 안토니우스)이 이를 실천했다. 이는 폭력적인 죽음으로 목숨을 바치는 붉은 순교와 달리, 매일 자신에게 죽음을 고하는 일종의 하얀 순교였다.

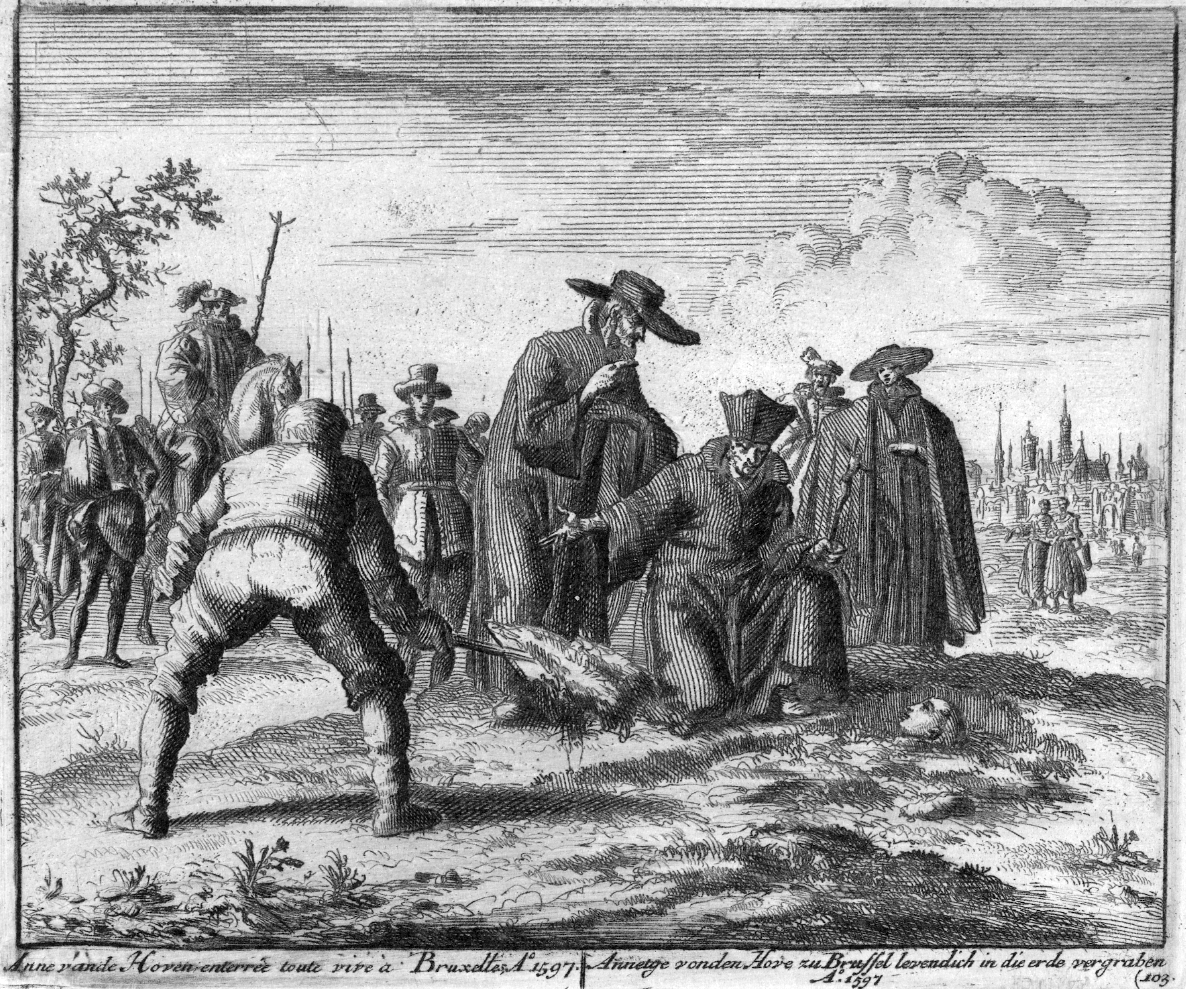
얀 라이켄이 1597년 빌보르데(현재 벨기에)에서 재세례파 안나 우텐호벤이 산 채로 묻히는 모습을 그린 그림. 이 판화에서 그녀의 머리는 아직 땅 위에 있고 가톨릭 사제는 그녀에게 신앙을 철회하도록 촉구하고 있으며, 사형 집행자는 그녀가 거부하면 완전히 덮어버릴 준비를 하고 있다. 이 판화는 우텐호벤을 순교자로 칭송하는 주요 개신교의 분노의 일부였다.

교회사에서 다른 기독교인들에 의한 종파적 박해로 인한 죽음 또한 순교로 간주되어 왔다. 1534년 이후 로마 가톨릭 교회와 잉글랜드 국교회 간의 분열 양측에서 인정된 순교자들이 있었다. 1553년에서 1558년 사이에 메리 1세 여왕에 의해 288명의 기독교인이 공개 화형으로 순교했으며, 이는 1559년 엘리자베스 1세 여왕 치하에서 잉글랜드 국교회로 회귀하는 결과를 가져왔다. 메리돌 학살에서는 "수백에서 수천 명"의 발도파 교도들이 1545년에 순교했다고 한다. 16세기와 17세기 잉글랜드 교회 당국에 의해 300명의 로마 가톨릭교도가 순교했다고 한다.
지저스 프리크스와 같은 책에 묘사된 바와 같이 그리스도를 위한 순교에 대한 현대의 기록도 존재하지만, 그 수는 논란의 여지가 있다. 매년 10만 명의 기독교인이 신앙 때문에 살해된다는 주장은 BBC에 따르면 크게 과장된 것이며, 이 사망자 중 상당수는 전쟁으로 인한 것이라고 한다. 하지만 계속되는 기독교 순교의 사실은 논쟁의 여지가 없다.

#### 이슬람교

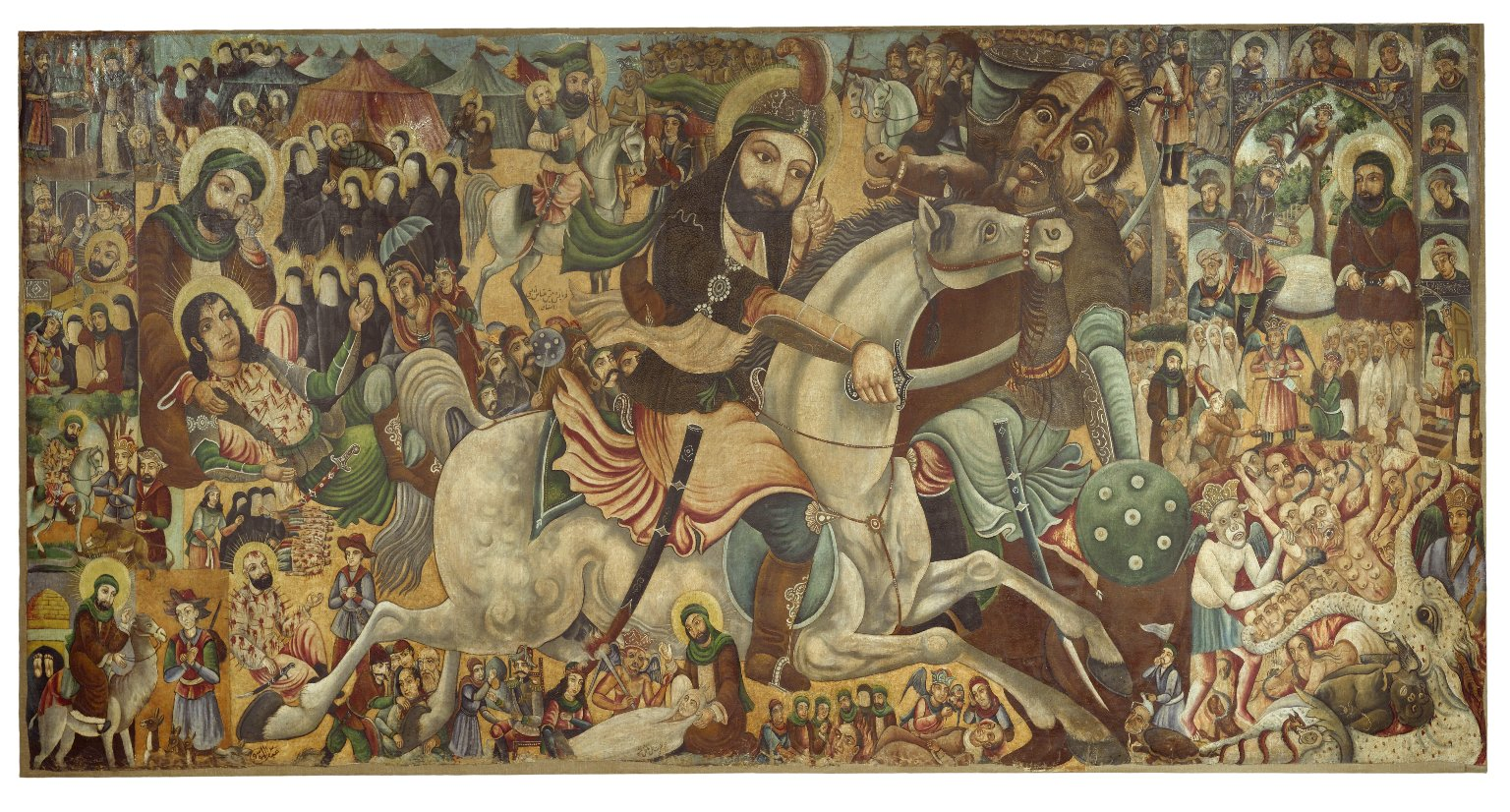
서기 680년 카르발라 전투에서 순교한 제3대 시아 이맘 후사인 이븐 알리를 기리는 그림

샤히드는 이슬람교에서 "증인"을 의미하는 아랍어 용어이며, 순교자를 지칭하는 데도 사용된다. 여성 순교자는 샤히다라고 불린다. 샤히드라는 용어는 쿠란에서 "증인"이라는 일반적인 의미로 자주 나타나지만, "순교자, 신앙을 위해 죽는 사람"이라는 의미로는 한 번만 나타난다. 후자의 의미는 하디스 문헌에서 더 널리 사용된다. 이슬람교는 순교자를 전장이든 아니든 지하드를 수행하다 죽은 남성 또는 여성으로 본다(참조: 대지하드와 소지하드 ).
이슬람교의 순교 개념은 이란 혁명(1979)과 이어진 이란-이라크 전쟁(1980~1988) 동안 두드러지게 나타났으며, 순교자 숭배는 혁명과 전쟁의 진행에 지속적인 영향을 미쳤다. 2000년대 초반부터는 주로 이슬람 극단주의와 지하디즘과 연관되었다.

#### 바하이 신앙
바하이 신앙에서 순교자는 하느님의 이름으로 인류를 섬기며 목숨을 바치는 사람들이다. 그러나 바하올라, 바하이 신앙의 창시자는 문자 그대로 목숨을 바치는 것을 권장하지 않았다. 대신 그는 순교는 인류에 대한 봉사에 헌신하는 것이라고 설명했다.

## 종교 순교자로 불리는 인물들

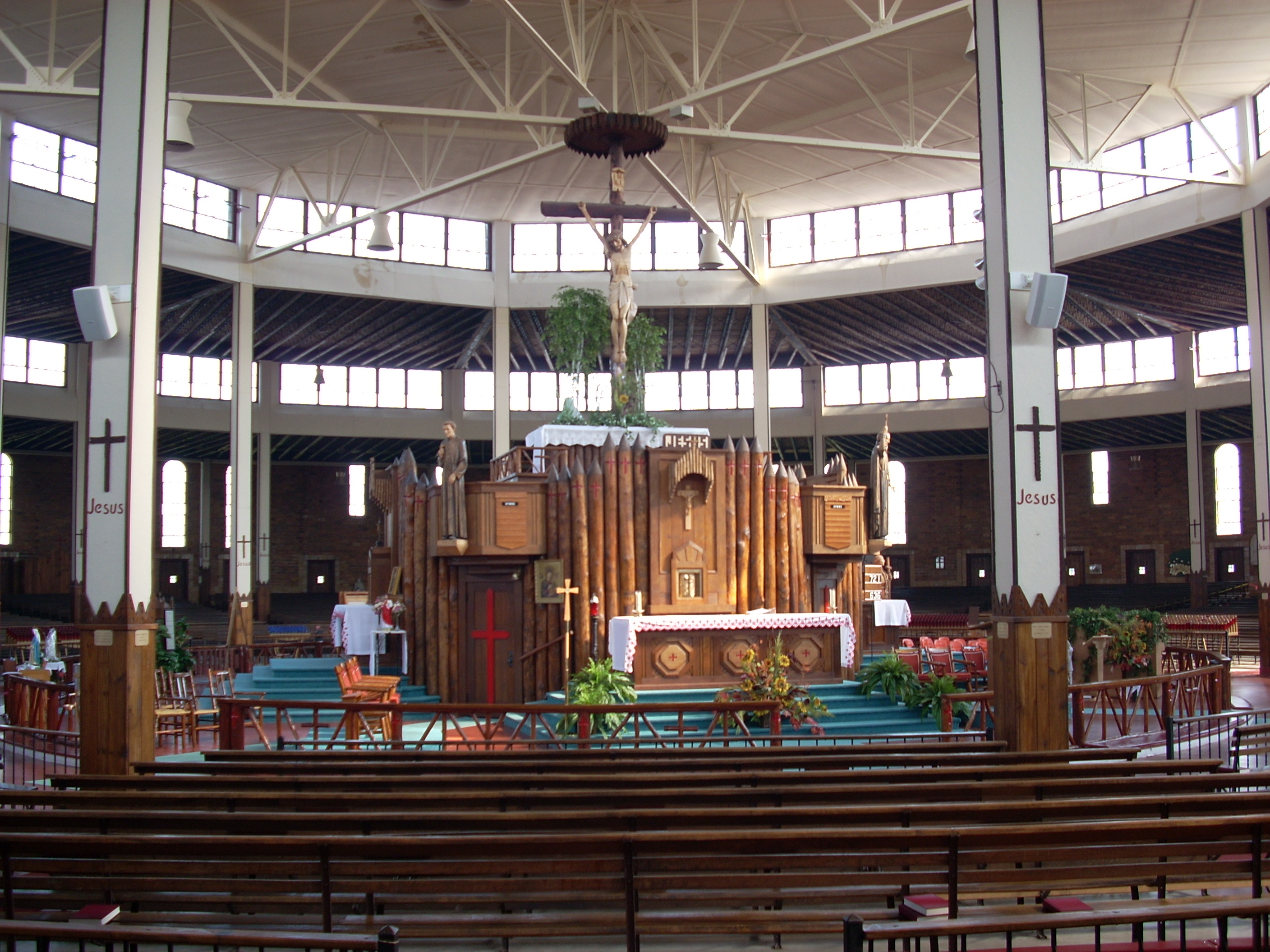
뉴욕 오리스빌의 북미 순교자 국립 성지에 있는 콜로세움 내부, 성전과 높은 제단을 보여줌

- 기원전 399년 – 소크라테스, 자신의 이상을 포기하기보다 죽음을 택한 그리스 철학자.
- 틀:경 – 스데파노, 최초의 기독교 순교자로 간주된다.
- 틀:경 – 열 명의 순교자 (유대교)들.
- 틀:경 – 세바스티아누스, 많은 예술 작품의 주제.
- 틀:경 – 로마의 성녀 아그네스, 그리스도에 대한 신앙을 버리고 로마 이교로 개종하기를 거부하여 참수되었다.
- 틀:경 – 후사인 이븐 알리, 무함마드의 손자, 우마이야 칼리파국에 반대하여 참수되었다.
- 틀:경 – 아브드 알라 이븐 알-주바이르, 우마이야 칼리파국에 반대하여 순교했다.[48]
- 1415년 – 얀 후스, 이단으로 화형당한 기독교 종교 개혁가.
- 1535년 – 토머스 모어, 헨리 8세를 잉글랜드 교회의 최고 수장으로 인정하기를 거부하여 참수되었다. 1935년에 시성되었다.
- 1606년 – 구루 아르잔 데브, 시크교의 다섯 번째 지도자.
- 1675년 – 구루 테그 바하두르, 시크교의 아홉 번째 시크 구루, "힌드 디 차다르" 또는 "인도의 방패"로 불리며 힌두교도의 종교적 자유를 수호하다 순교했다.
- 1844년 – 조셉 스미스 주니어, 모르몬교의 창시자, 일리노이주 카테지 감옥에서 폭도에게 살해당했다.
- 1918년~1991년 – 러시아 정교회의 신순교자 및 고백자, 10월 혁명 이후 소련에서 공산주의자들에게 박해받았다.
- 1941년 – 막시밀리아노 마리아 콜베, 아우슈비츠 나치 강제 수용소에서 순교한 로마 가톨릭 신부.

## 정치적 의미
정치에서 순교자는 정치적 신념이나 대의를 옹호하거나, 포기하거나, 포기하기를 거부하거나, 옹호하기를 거부하다가 박해 및 죽음을 겪는 사람이다.

### 주권
1916년 부활절 봉기의 지도자들은 1916년 4월 부활절 주간 동안 아일랜드에서 무장 봉기를 조직한 죄로 처형되었다. 5월 2일부터 군사법원이 시작되었고, 187명이 재판을 받았다. 논란의 여지가 있었던 것은 맥스웰이 군사법원을 비밀리에 변호 없이 진행하기로 결정한 것인데, 이는 후에 왕실 법무관들에 의해 불법으로 판결되었다. 90명이 사형을 선고받았다. 이들 중 15명(그리고 아일랜드 공화국 선언의 서명자 7명 모두 포함)은 맥스웰에 의해 사형이 확정되었고, 14명은 5월 3일부터 12일 사이에 킬마인햄 감옥에서 총살형으로 처형되었다..
맨체스터 순교자들은 1867년 맨체스터 시 경찰관 살해 혐의로 유죄 판결을 받은 후 처형된 세 명의 아일랜드인이다. 처형 다음 날, 프리드리히 엥겔스는 카를 마르크스에게 편지를 썼다: "어제 아침, 토리당은 미스터 칼크래프트의 손을 빌려 잉글랜드와 아일랜드 간의 최종 분리 행위를 완수했다. 페니언단에게 부족했던 유일한 것은 순교자들이었다. ... 내가 아는 한, 문명국에서 비슷한 문제로 누군가 처형된 유일한 경우는 하퍼스 페리에서의 존 브라운 사건이었다. 페니언단은 이보다 더 좋은 선례를 바랄 수 없었을 것이다." 아일랜드 공화국군 임시조직 소속 10명은 1981년 단식투쟁 중에 사망했는데, 그중에는 바비 샌즈도 포함된다.
벨피오레 순교자들(이탈리아어로 Martiri di Belfiore)은 1853년 이탈리아 리소르지멘토 기간 동안 교수형을 선고받은 이탈리아 독립운동가 집단이었다. 그들은 티토 스페리와 사제 엔리코 타촐리를 포함하며, 형이 집행된 장소인 만토바 남쪽 입구의 벨피오레 계곡의 이름을 따서 명명되었다.

### 노동조합주의
톨퍼들 순교자들은 19세기 도싯주 농업 노동자 집단으로, 농업 노동자 친목회 회원으로서 비밀 맹세를 한 혐의로 체포되어 유죄 판결을 받았다. 이 회사의 규정은 공제조합, 즉 보험, 연금, 저축 또는 협동 은행을 위한 상호 협회로서 명확하게 구성되어 있음을 보여주었으며, 특정 직업 노동조합의 주요 역할을 수행하는 공제조합으로 운영되었다. 그러나 당시 친목회는 현재 노동조합의 주요 역할로 간주되는 강력한 요소를 가지고 있었고, 임금이 쟁점이었다. 톨퍼들 순교자들은 사형이 아닌 유배형을 선고받아 오스트레일리아로 추방되는 가혹한 형태의 유배를 당했다.

### 공산주의
중화인민공화국에서는 중국공산당을 위해 죽은 사람들—특히 1927년 4·12 사건의 많은 희생자들뿐만 아니라 캐나다 의사 틸슨 해리슨과 같은 국공 내전 중 헌신적인 인도주의자들—이 순교자로 기려진다. 1억 명 이상의 중국소년선봉대가 착용하는 붉은 스카프는 그들의 흘린 피를 기린다. 장주운과 류후란은 다양한 매체에서 기념된 저명한 여성 순교자들이다. 주요 기념물로는 상하이시 중심부의 우쑹강과 황푸강 합류 지점에 있는 인민영웅기념비 (상하이)와 룽화 순교자 기념관이 있다.
많은 공산주의 활동가들은 인도에서 순교자로 사망했는데, 이는 CPI(M)과 CPI와 같은 다양한 공산당에 대한 충성 때문이었다. 그들 대부분은 주로 케랄라주와 트리푸라주와 같은 좌익 주 출신이다. 케랄라에서는 많은 사람들이 경찰의 시위 진압으로 살해되고, 일부는 INC와 RSS와 같은 다른 정당 활동가들에게 암살당한다. 칸누르구는 정치적 살인이 가장 많이 보고된 지역이다. 이곳에서 RSS는 CPI(M) 노동자들을 제거하기 위해 잔혹한 폭력을 사용한 것으로 알려져 있다.

### 민권 운동
미국에서는 1965년 맬컴 X와 1968년 마틴 루터 킹 주니어의 암살이 각각 블랙 내셔널리즘과 민권 운동에서 흑인 시민의 권리와 삶의 질을 향상시키기 위한 운동의 리더십과 관련되어 있다.

## 정치 순교자로 불리는 인물들
정치 순교자는 정치적 신념이나 대의를 옹호하거나, 포기하거나, 포기하기를 거부하거나, 옹호하기를 거부하다가 박해 또는 죽음을 겪는 사람이다.
- 1835년 – 힌차 카카우타, 6차 국경 전쟁 중 포로 상태에서 탈출하려다 총에 맞아 사망한 코사족 군주. 힌차 전쟁으로도 알려져 있다.
- 1859년 – 존 브라운, 하퍼스 페리 습격 후 처형된 무장 노예 폐지론자. 당시 많은 노예 폐지론자들이 그를 순교자로 칭송했다.
- 1865년 – 에이브러햄 링컨, 제16대 미국 대통령. 남북 전쟁 종전 후 남부 동조자 존 윌크스 부스에게 암살당했다.
- 1940년 – 레프 트로츠키, 소련 서기장 이오시프 스탈린의 명령으로 멕시코시티에서 NKVD 요원 라몬 메르카데르에 의해 살해되었다. 트로츠키는 트로츠키주의 국제 단체들에 의해 순교자로 간주된다.
- 1967년 – 체 게바라, 쿠바, 콩고, 볼리비아에서 영향력 있는 마르크스-레닌주의 혁명가로, 볼리비아에서 반혁명군에게 처형되었다. 이후 그는 전 세계 정치 시위와 혁명의 상징이 되었다.
- 2024년 – 알렉세이 나발니, 러시아 야당 지도자, 변호사, 반부패 운동가, 정치범으로 FKU IK-3 교도소에서 19년 형을 복역 중 사망했다.

## 혁명 순교자
"혁명 순교자"라는 용어는 대개 혁명 투쟁 중 사망한 사람들과 관련이 있다. 20세기에는 특히 공산주의 또는 사회주의 혁명의 문화와 선전에서 이 개념이 발전했지만, 민족주의 혁명과 관련해서도 사용되었고 현재도 사용되고 있다.
- 북한 문화에서 순교는 문학 작품 피바다에 묘사된 바와 같이 진행 중인 혁명 투쟁의 일관된 주제이다. 또한 이 나라에는 대성산혁명렬사릉도 있다.
- 베트남에서는 독립 투쟁 중 사망한 사람들이 종종 순교자 또는 베트남어로 리엣시(liệt sĩ)로 기려진다. 응우옌 타이 혹과 여학생 보 티 사우가 두 가지 예이다.[56]
- 인도에서는 "혁명 순교자"라는 용어가 종종 사회주의 투쟁의 세계 역사와 관련하여 사용된다. 구루 라다 키샨은 이러한 표현을 사용한 것으로 알려진 저명한 인도 독립 운동가이자 공산주의 정치인이었다.
- 알제리에서는 알제리 독립 전쟁에서 사망한 사람들이 공식적으로 순교자로 인정받는다.[57]

## 같이 보기
- 종교 박해